# استبهام
الاستبهام هو حالة طبية تتسم بعدم القدرة على الفهم أو التعبير عن أية علامات أو رموز.
وهذه الحالة أشد من الحبسة، وهي عدم القدرة على فهم العلامات اللغوية. وينتج الاستبهام عن تلف أجزاء المخ المسؤولة عن معالجة الاتصال. وعلى نحو أكثر تحديدًا، عندما يكون هناك تلف بالجانب الأيسر من المخ في الأجزاء التي تعالج الاتصال مثل منطقة بروكا وفرنيك. ويمكن أن يقع التلف بفعل إصابة رضحية جسدية بالمخ، إلا أنه عادةً ما ينتج عن سكتة دماغية وأحيانًا ينتج عن الأورام. وتكون بداية هذه الحالة في العادة سريعة ولكنها ليست دائمة. وعلاج هذه الحالة هو علاج النطق التقليدي، وفيه يجب على الفرد المصاب بالحالة أن يتعلم من جديد كيف يقرأ ويكتب ويتكلم. وقد تستغرق عملية الاستشفاء من أيام إلى سنوات حسب شدة الإصابة. ويُعد تحقيق المصاب نسبة كبيرة من الشفاء أمرًا شائعًا، ولكنه غالبًا لا يحقق الشفاء التام ليرجع إلى قدرته الأساسية.

## الأعراض
الاستبهام هي حالة أشد من الحبسة، فمعنى ذلك أن هناك أوجه شبه بين الحالتين. الأشخاص المصابون بالاستبهام لا يملكون القدرة على فهم أو استعمال الرموز والإشارات وحتى اللغات.يحتفظ المصابون بالقدرة على الكتابة الاستبهامية وهي تشبه الكتابة التقليدية ولكن لا تقوم بتوصيل محتوى منطقي ولا تحتوي على جمل مفيدة. الكتابة الاستبهامية لا تتبع قواعد النحو ولا تحتوي على دلالات ولا تعتبر وسيلة تواصل.

## الأسباب
من أكثر الأسباب شيوعاً هو الإصابة بتلف الدماغ نتيجة جلطة دماغية أو ورم. الأسباب الأخرى تتضمن الإضابة بمرض ألزهايمر والاتهابات التي تصيب الجهاز العصبي المركزي. استطاع العالم روجر وولكوت سبيري من خلال أبحاثه 
على مرضى (انفصال شقي الدماغ) أن يكتشف أن العقل البشري يقوم بتخصيص فصي الدماغ بوظائف عمل مختلفة، مما يعني أن لكل فص وظايف مختلفة عن الأخر. والتلف الدماغي خاصةً الذي يصيب الجهة اليسرى ينتج عنه فقدان للقدرة على الكلام والقدرة على فهم اللغات. هذه الملاحظات أدت إلى استنتاج سبيري أن وظايف الدماغ منفصلة، وأن مركز اللغة عند غالبية البشر في الجهة اليسرى للدماغ. بالتالي أي تلف للجهة اليسرى قد ينتج عنه إصابة بالغة للكلام سواء كان هذا التلف في إيصال أم استقبال اللغة.

## العلاج
علاج النطق التقليدي هو أكثر العلاجات شيوعاً لهذه الحالة. علاج النطق يمكن المرضى من تحسين قدرتهم على الكلام والفهم وقدرتهم على الكتابة. المصابين بالاستبهام يجب عليهم اكتساب جميع هذه المهارات مجدداً نظراً لانعدام قدرتهم على الفهم والتعبير. في الحالات الأقل تأثراً، فأن تحسن المريض قد يتم الوصول إليه بوقت أقل من إذا كانت الحالة معقدة أو شديدة. علاج النطق يتم بواسطة التدريب على النطق بالإضافة إلى برامج حاسب مخصصة من شأنها أن تساعد المرضى في تطوير قدراتهم على التواصل، باستعمال عبارات قصيرة وبسيطة أو عن طريق كتابة هذه العبارات.
غالباً علاج النطق يوصل المريض إلى الشفاء التام من هذه الحالة. ولكن، في بعض الحالات فإن الشفاء يكون جزئي فقط حتى بعد تلقى علاج النطق.